# Pseudalethe
Pseudalethe fou un gènere d'aus, actualment en desús, de la família dels túrdids (Turdidae). El gènere fou proposat per Pamela Beresford el 2003 Aquests ocells habiten a l'Àfrica subsahariana.

## Llistat d'espècies
Segons la classificació del IOC (versió 2.7, 2011) hom distingia 4 espècies vives al gènere Pseudalethe. Tanmateix, actualment es considera que pertanyen al gènere Chamaetylas:
- Pseudalethe poliophrys - Chamaetylas poliophrys - Aleta gorja-roja.
- Pseudalethe poliocephala - Chamaetylas poliocephala - Aleta pitbruna.
- Pseudalethe fuelleborni - Chamaetylas fuelleborni - Aleta pitblanca.
- Pseudalethe choloensis - Chamaetylas choloensis - Aleta del Thyolo.